# Sporenanalyse

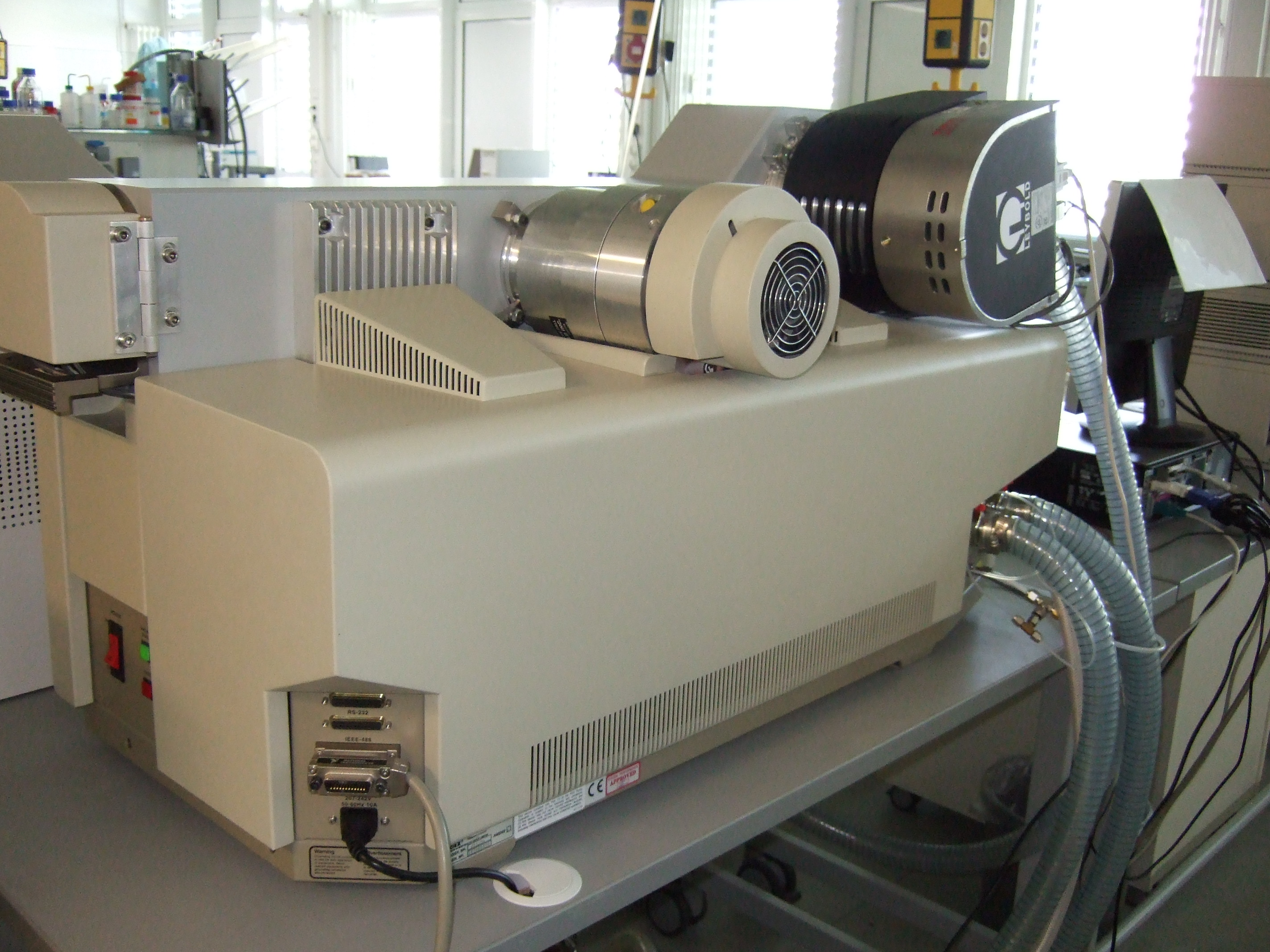
Een massaspectrometer is een toestel dat aangewend wordt bij sporenanalyse.

Sporenanalyse is de subdiscipline in de analytische chemie die zich speciaal bezighoudt met de bepaling in monsters van analieten die in zeer lage concentratie (typisch tot enkele ppm) aanwezig zijn. Hierbij is het enerzijds mogelijk de concentratie door bepaalde handelingen (bijvoorbeeld solventextractie) met een bekende factor te verhogen, anderzijds uiterst gevoelige bepalingsmethoden toe te passen, zoals activeringsanalyse, gaschromatografie of massaspectrometrie en verscheidene spectrometrische en elektrochemische methoden.
Een karakteristiek voorbeeld van sporenanalyse is de dopingcontrole bij sportbeoefenaren. Ook in de medische sector en milieuanalyse worden sporenanalyses (bijvoorbeeld ter detectie van zware metalen, organometaalverbindingen en toxines) toegepast.